# كفر الشيخ عابد
قرية كفر الشيخ عابد هي إحدى القرى التابعة لمركز سمسطا في محافظة بني سويف في جمهورية مصر العربية. حسب إحصاءات سنة 2006، بلغ إجمالي السكان في كفر الشيخ عابد 2288 نسمة، منهم 1100 رجل و1188 امرأة.